# Rui Santos
Rui Santos, född 3 februari 1967, är en portugisisk bågskytt. Han deltog vid olympiska sommarspelen 1984 och olympiska sommarspelen 1988.